# Caspia stanislavi
Caspia stanislavi е вид охлюв от семейство Hydrobiidae.

## Разпространение и местообитание
Видът е разпространен в Украйна.
Обитава сладководни басейни и реки.